# Scottish Men's National League 2014-2015
La Scottish Men's National League 2014-15 è la 46ª edizione del massimo campionato scozzese di pallacanestro maschile e la 28ª edizione del secondo livello dei campionati del Regno Unito.

## Regolamento

### Formula
Il torneo si compone di dodici formazioni, che si affrontano in un unico girone all'italiana con partite di andata e ritorno. Le prime otto si qualificano per i play-off per il titolo nazionale disputati in gara singola per i quarti di finale in casa della migliore classificata al termine della stagione regolare. Le semifinali e la finale invece si disputano sempre in gara unica. Le ultime due classificate retrocedono nella futura Division 2.

## Regular season

### Classifica
|                   |     | Classifica 2013-2014                       | G  | V  | P  | PF   | PS   | Pt |
| ----------------- | --- | ------------------------------------------ | -- | -- | -- | ---- | ---- | -- |
| Scozia (bandiera) | 1.  | Falkirk Fury (Clark Eriksson Falkirk Fury) | 22 | 22 | 0  | 1771 | 1290 | 44 |
|                   | 2.  | Boroughmuir Blaze                          | 22 | 17 | 5  | 1703 | 1431 | 39 |
|                   | 3.  | Paisley St. Mirren                         | 22 | 16 | 6  | 1918 | 1745 | 38 |
|                   | 4.  | Edinburgh University                       | 22 | 16 | 6  | 1580 | 1264 | 38 |
|                   | 5.  | Edinburgh Kings                            | 22 | 15 | 7  | 1582 | 1396 | 37 |
|                   | 6.  | Glasgow University                         | 22 | 11 | 11 | 1589 | 1617 | 33 |
|                   | 7.  | Glasgow Storm                              | 22 | 8  | 14 | 1554 | 1587 | 30 |
|                   | 8.  | Troon Tornadoes                            | 22 | 7  | 15 | 1425 | 1560 | 29 |
|                   | 9.  | Dunferml. Reign                            | 22 | 6  | 16 | 1403 | 1721 | 28 |
|                   | 10. | Tayside Musketeers                         | 22 | 5  | 17 | 1379 | 1632 | 27 |
|                   | 11. | Glasgow Rocks                              | 22 | 5  | 17 | 1434 | 1774 | 27 |
|                   | 12. | Stirling Knights                           | 22 | 4  | 18 | 1390 | 1711 | 26 |

| Qualificate ai play-off  |
| Retrocessa in Division 2 |

### Playoff
|  | Quarti di finale | Quarti di finale   | Quarti di finale     |                   |                      | Semifinali         | Semifinali | Semifinali |  |  | Finale | Finale       | Finale |
|  |                  |                    |                      |                   |                      |                    |            |            |  |  |        |              |        |
|  | 1º               | Falkirk Fury       | 92                   |                   |                      |                    |            |            |  |  |        |              |        |
|  | 8º               | Troon Tornadoes    | 63                   |                   |                      |                    |            |            |  |  |        |              |        |
|  | 8º               | Troon Tornadoes    | 63                   |                   | 1°                   | Falkirk Fury       | 75         |            |  |  |        |              |        |
|  |                  |                    |                      |                   | 1°                   | Falkirk Fury       | 75         |            |  |  |        |              |        |
|  |                  | 4°                 | Edinburgh University | 58                |                      |                    |            |            |  |  |        |              |        |
|  | 4°               | 4°                 | Edinburgh University | 58                | Edinburgh University | 66                 |            |            |  |  |        |              |        |
|  | 4°               |                    |                      |                   | Edinburgh University | 66                 |            |            |  |  |        |              |        |
|  | 5°               | Edinburgh Kings    | 55                   |                   |                      |                    |            |            |  |  |        |              |        |
|  |                  |                    |                      |                   |                      |                    |            |            |  |  | 1°     | Falkirk Fury | 76     |
|  |                  |                    | 2°                   | Boroughmuir Blaze | 61                   |                    |            |            |  |  |        |              |        |
|  | 6°               | Glasgow University | 88                   |                   |                      |                    |            |            |  |  |        |              |        |
|  | 3°               | Paisley St. Mirren | 93                   |                   |                      |                    |            |            |  |  |        |              |        |
|  | 3°               | Paisley St. Mirren | 93                   |                   | 3°                   | Paisley St. Mirren | 39         |            |  |  |        |              |        |
|  |                  |                    |                      |                   | 3°                   | Paisley St. Mirren | 39         |            |  |  |        |              |        |
|  |                  | 2°                 | Boroughmuir Blaze    | 63                |                      |                    |            |            |  |  |        |              |        |
|  | 7°               | 2°                 | Boroughmuir Blaze    | 63                | Glasgow Storm        | 54                 |            |            |  |  |        |              |        |
|  | 7°               |                    |                      |                   | Glasgow Storm        | 54                 |            |            |  |  |        |              |        |
|  | 2°               | Boroughmuir Blaze  | 69                   |                   |                      |                    |            |            |  |  |        |              |        |

| Scottish Men's National League 2014-15 |
| -------------------------------------- |
| Falkirk Fury 2º titolo                 |